# Erzbistum Cochabamba
Das Erzbistum Cochabamba (lateinisch Archidioecesis Cochabambensis, spanisch Arquidiócesis de Cochabamba) ist eine in Bolivien gelegene römisch-katholische Erzdiözese mit Sitz in Cochabamba.

## Geschichte
Das Bistum Cochabamba wurde am 25. Juni 1847 durch Papst Pius IX. mit der Päpstlichen Bulle Ubique pateat errichtet. Es war dem Erzbistum La Paz als Suffraganbistum unterstellt. Am 11. Dezember 1961 gab das Bistum Teile seines Territoriums zur Gründung der Territorialprälatur Aiquile ab. Am 30. Juli 1975 wurde das Bistum Cochabamba durch Papst Paul VI. mit der Päpstlichen Bulle Quo gravius zum Erzbistum erhoben.

## Bischöfe

### Bischöfe von Cochabamba
- Francesco Maria Granado, 1871–
- Giacinto Anaya, 18. August 1897–1917
- Luigi Francesco Pierini OFM, 20. Februar 1918–31. Oktober 1923, dann Erzbischof von La Plata o Charcas
- Julio Garret, 13. November 1924–28. Dezember 1929
- Tomás Aspe OFM, 8. Juni 1931–21. November 1942, von 1942 bis 1962 emeritierter Bischof und Titularbischof von Callinicum dei Maroniti
  - Berthold Bühl OFM, 21. November 1942–26. Oktober 1951, Apostolischer Administrator, dann Bischof von Oruro
- Juan Tarsicio Senner OFM, 26. Oktober 1951–19. August 1965
- José Armando Gutiérrez Granier, 19. August 1965–30. Juli 1975

### Erzbischöfe von Cochabamba
- José Armando Gutiérrez Granier, 30. Juli 1975–21. Juli 1980
- Gennaro Maria Prata Vuolo SDB, 21. November 1981–19. September 1987
- René Fernández Apaza, 16. April 1988–8. Juli 1999
- Tito Solari Capellari SDB, 8. Juli 1999–24. September 2014
- Oscar Omar Aparicio Céspedes, seit 24. September 2014